# 戴蒙德科納 (明尼蘇達州)
戴蒙德科納（英語：Diamond Corner）是位於美國明尼蘇達州派普斯通縣伯克鎮區的一個非建制地區。

## 地理
戴蒙德科納所處的海拔為高於海平面546米（即1791英呎），而該地所採用的時區為UTC-6，即北美中部時區（CST）。同時該地設有夏令時間，為UTC-6調快一小時，即UTC-5（CDT）。